# Clementina Walkinshaw
Clementina Maria Sophia Walkinshaw (1720 – Friburgo, novembre 1802) fu l'amante di Carlo Edoardo Stuart.

## Biografia

### Infanzia
Clementina Walkinshaw nacque nel 1720 ultimogenita di John Walkinshaw di Barrowhill (1671-1731) e Katherine Paterson. La famiglia paterna possedeva terre attorno a Barrowfield e Calmachie, suo padre era diventato un ricco mercante di Glasgow dove aveva fondato il sobborgo tessile di Calton, egli era anche un devoto episcopaliano e aveva combattuto nell'insurrezione Giacobita del 1715. 
In quell'occasione aveva combattuto alla Battaglia di Sheriffmuir e dopo essere stato catturato scappò dal Castello di Stirling e fuggì in Europa. Nel 1717 il governo britannico gli concesse il perdono ed egli tornò in patria dove probabilmente, a Calmachie, nacque Clementina e più tardi si convertì al Cattolicesimo. 

### Incontro con il principe Carlo
Nel 1746 Clementina abitava presso lo zio materno Hugh Paterson (1685circa-23 marzo 1777) a Bannockburn, non lontano da Stirling e all'inizio di quell'anno Carlo Stuart andò a soggiornare presso di lui e più tardi vi tornò apparentemente per essere curato per un raffreddore. Visto che all'epoca Clementina viveva sotto la protezione dello zio è improbabile che lei e il principe fossero già amanti.
Dopo la sconfitta alla Battaglia di Culloden nel mese di aprile Carlo lasciò la Scozia per tornare in Francia e lì intraprese una relazione con una cugina Marie Louise de La Tour d'Auvergne, di circa ventidue anni, sposata con un caro amico di lui Jules de Rohan. La relazione s'interruppe quando la giovane rimase incinta e Carlo passò ad un'altra amante. Qualche anno dopo, nel 1752, Carlo seppe che Clementina si trovava a Dunkerque in difficoltà finanziarie e le spedì, per mano del baronetto Henry Goring, oltre a 50 luigi anche la richiesta di andare a Gand per vivere con lui come sua amante.

### Amante di Bonnie Prince Charlie
Il baronetto non apprezzò di venire usato alla stregua di un ruffiano e ben presto lasciò il suo posto di lavoro, ma dal novembre di quell'anno i due andarono a vivere insieme a Liegi dove l'anno seguente nacque la loro unica figlia Charlotte Stuart, duchessa di Albany che venne battezzata presso la chiesa cattolica di Saint-Marie des Fonts. La relazione fra Clementina e Carlo non fu felice, egli era già un uomo disilluso e piuttosto dedito all'alcol già all'inizio della loro convivenza e con il tempo divenne violento e piuttosto possessivo. Spesso lontano da casa Carlo raramente si occupava della figlia e quando lo faceva la chiamava la bambina, il luogotenente del principe ricorda che, durante un temporaneo soggiorno a Parigi, fra i due volarono parole grosse e che lo stato di ubriachezza del principe ne andava danneggiando la reputazione. Dal 1760 i due s'erano stabiliti a Basilea e Clementina sembrava ormai stanca dello stato alcolico in cui versava Carlo e del loro stile di vita nomade, ella scrisse quindi a suo padre Giacomo Francesco Edoardo Stuart per chiedere che la figlia venisse educata nella fede cattolica e per esprimere il desiderio di ritirarsi in convento, una decina di anni prima, infatti, Carlo aveva abiurato alla fede cattolica convertendosi all'Anglicanesimo. Giacomo le rispose accordandole una pensione annua di 10.000 luigi ed è ragionevole credere che egli l'abbia aiutata a scappare dall'occhio vigile del figlio insieme alla figlia Charlotte per rifugiarsi presso il convento delle Suore della Visitazione a Parigi.

### Allontanamento dallo Stuart
Clementina lasciò una lettera a Carlo esprimendogli la propria devozione, ma chiarendo che doveva scappare perché temeva per la propria vita, Carlo diffuse una descrizione dell'amante e della figlia senza ottenerne niente di utile.
Per i successivi dodici anni madre e figlia viaggiorono per diversi conventi francesi supportate dalla rendita accordata da Giacomo, Carlo per conto suo non perdonò mai Clementina di avergli portato via la figlia e rifiutò di pagare alcunché per il loro mantenimento. Il 1º gennaio 1766) Giacomo morì e Carlo, che si considerava ora Carlo III di Scozia, Inghilterra e Irlanda, continuò a rifiutare di mantenere Clementina e la figlia ed ella si rivolse a suo fratello, il cardinale Enrico Benedetto Stuart, per avere aiuto. Enrico le accordò la somma annuale di 5.000 luigi in cambio della dichiarazione che ella non fosse mai stata sposata con Carlo, una dichiarazione che ella in seguito cercò di ritrattare, la rendita dimezzata la obbligò comunque a cercare sistemazioni più economiche in un convento presso Meaux.

### Tentativi di legittimazione
Nel 1772 Carlo, ormai cinquantunenne, sposò Luisa di Stolberg-Gedern di solo un anno maggiore della figlia, Charlotte per altro si trovava in una situazione economica penosa e scrisse diverse volte al padre arrivando ora a pregarlo apertamente perché la legittimasse per sostenerla economicamente e per farla andare a Roma prima che a lui nascesse un erede. Carlo s'ammorbidì e acconsentì a che la figlia lo raggiungesse nella capitale italiana a condizione che lasciasse la madre in Francia, Charlotte rifiutò di lasciare Clementina e Carlo, infuriato, troncò ogni negoziato. Verso la fine dell'anno madre e figlia andarono a Roma, un viaggio che impelagò ancora di più Clementina nei debiti, ma Carlo rifiutò di vederle e le due donne dovettero tornare a Parigi da dove Charlotte continuò a scrivere. Tre anni dopo la giovane ormai ventiduenne e con problemi di salute, pare avesse una malattia del fegato che colpiva tutti gli Stuart, decise che l'unica opzione rimasta era sposarsi il più presto possibile. Carlo però rifiutò di darle il proprio permesso sia di maritarsi che di prendere il velo cosa che rendeva impossibile per lei il convolare a nozze. Charlotte andò quindi in cerca di un uomo che provvedesse a lei e la scelta ricadde su Ferdinand Maximilien Mériadec de Rohan, Arcivescovo di Bordeaux (1738-1813) partorendo almeno tre figli, Marie Victoire, Charlotte e Carlo Edoardo Stuart, conte di Roehenstart.

### Ultimi anni e morte
Charlotte venne infine legittimata nel 1783 quando le venne permesso di andare dal padre, ormai malato, per prendersi cura di lui e per fare questo lasciò i figli in custodia a Clementina. Charlotte morì nel 1789 lasciando alla madre 50.000 luigi e altri 15.000 luigi di rendita annuale, ci vollero comunque due anni prima che Enrico Stuart, ormai considerato dai giacobiti quale Enrico IX, le desse il denaro cosa che fece solo dopo che Clementina firmò una rinuncia, valida per sé e i propri discendenti, su ogni pretesa circa i beni di famiglia.
Clementina morì in Svizzera nel novembre del 1802.